# A magyar női labdarúgó-válogatott 2011. november 23-i mérkőzése
Előző mérkőzés - Következő mérkőzés
A magyar női labdarúgó-válogatott Európa-bajnoki-selejtező mérkőzése Észak-Írország ellen, 2011. november 23-án. A találkozó 2–2-es döntetlennel zárult.

## Keretek
A magyar női labdarúgó-válogatott szövetségi kapitánya, Kiss László, tizennyolc fős keretet hirdetett ki a mérkőzésre november 18-án. Szuh Erika helyett csapattársa Tóth Gabriella kapott helyet a keretben. A csapat szombattól, november 19-től Sopronban készül a mérkőzésre.
| Magyarország      | Magyarország | Magyarország | Magyarország       |
| Név               | Kor          | Vál./Gól     | Klub               |
| ----------------- | ------------ | ------------ | ------------------ |
| Szőcs Réka        | 22 éves      | 22 / 0       | MTK Hungária       |
| Papp Eszter       | 22 éves      | 5 / 0        | Viktória FC        |
| Tóth II Alexandra | 20 éves      | 22 / 0       | Viktória FC        |
| Szeitl Szilvia    | 24 éves      | 27 / 0       | 1. FC Femina       |
| Tálosi Szabina    | 22 éves      | 26 / 1       | Viktória FC        |
| Gál Tímea         | 27 éves      | 33 / 0       | Volosz             |
| Demeter Réka      | 20 éves      | 12 / 0       | UE L'Estartit      |
| Papp Dóra         | 20 éves      | 9 / 1        | MTK Hungária       |
| Smuczer Angéla    | 29 éves      | 64 / 1       | MTK Hungária       |
| Rácz Zsófia       | 22 éves      | 26 / 2       | Viktória FC        |
| Sipos Lilla       | 19 éves      | 11 / 3       | Viktória FC        |
| Jakab Réka        | 24 éves      | 28 / 7       | Győri Dózsa        |
| Megyeri Boglárka  | 24 éves      | 10 / 1       | Viktória FC        |
| Tóth Gabriella    | 24 éves      | 36 / 2       | Lokomotive Leipzig |
| Pádár Anita       | 32 éves      | 88 / 31      | 1. FC Femina       |
| Vágó Fanny        | 20 éves      | 29 / 13      | MTK Hungária       |
| Méry Rita         | 27 éves      | 34 / 7       | MTK Hungária       |
| Dombai-Nagy Anett | 32 éves      | 60 / 28      | Astra Hungary FC   |

| Észak-Írország | Észak-Írország | Észak-Írország | Észak-Írország |
| Név            | Kor            | Vál./Gól       | Klub           |
| -------------- | -------------- | -------------- | -------------- |

 megjegyzés: Az adatok a mérkőzés napjának megfelelőek!

## Az összeállítások
| 2011. november 23. 14:00 (UTC+1) |

| Magyarország                    | 2–2   | Észak-Írország        |
| ------------------------------- | ----- | --------------------- |
| Hutton 76' (öngól) Tálosi 90+2' | (0–1) | Nelson 32' Hutton 71' |

| Sopron Játékvezető: Ausra Kance (LTU) |

| Magyarország | Észak-Írország |

| MAGYARORSZÁG:        |    |                   |                |
|                      |    |                   |                |
| K                    | 1  | Szőcs Réka        |                |
| V                    | 2  | Demeter Réka      |                |
| V                    | 9  | Szeitl Szilvia    | 70'            |
| V                    | 18 | Tálosi Szabina    |                |
| V                    | 5  | Gál Tímea         |                |
| KP                   | 11 | Dombai-Nagy Anett | 80'            |
| KP                   | 15 | Rácz Zsófia       |                |
| KP                   | 6  | Smuczer Angéla    |                |
| KP                   | 19 | Sipos Lilla       | 71'            |
| CS                   | 10 | Vágó Fanny        |                |
| CS                   | 8  | Pádár Anita       | Csapatkapitány |
| Cserék:              |    |                   |                |
| K                    | 12 | Papp Eszter       |                |
| KP                   | 4  | Tóth II Alexandra |                |
| KP                   | 7  | Tóth Gabriella    | 71'            |
| CS                   | 14 | Méry Rita         |                |
| KP                   | 17 | Jakab Réka        | 80'            |
| KP                   | 20 | Papp Dóra         |                |
| KP                   | 21 | Megyeri Boglárka  |                |
| Szövetségi kapitány: |    |                   |                |
| Kiss László          |    |                   |                |

| ÉSZAK-ÍRORSZÁG:      |    |                   |       |
|                      |    |                   |       |
| K                    | 1  | Emma Higgins      |       |
| V                    | 2  | Alexandra Hurst   |       |
| V                    | 3  | Demi Vance        |       |
| V                    | 5  | Julie Nelson      |       |
| V                    | 6  | Ashley Hutton     |       |
| KP                   | 7  | Jessica Stephens  | 78'   |
| KP                   | 8  | Simone Magill     |       |
| KP                   | 9  | Rachel Furness    |       |
| KP                   | 14 | Aoife Lennon      |       |
| CS                   | 10 | Sarah McFadden    | 54'   |
| CS                   | 11 | Kirsty McGuinness | 90+1' |
| Cserék:              |    |                   |       |
| K                    | 12 | Krystal Parker    |       |
| KP                   | 4  | Kendra McMullan   | 78'   |
| V                    | 13 | Sarah Burke       |       |
| CS                   | 15 | Laura Nicholas    |       |
| V                    | 16 | Alison Smyth      | 90+1' |
| V                    | 18 | Adele Gillespie   |       |
| Szövetségi kapitány: |    |                   |       |
| Alfie Wylie          |    |                   |       |

## A mérkőzés
| „             | Előzetesen nem ilyen mérkőzésre számítottunk, egy rendkívül agresszív, a fizikális fölényét maradéktalanul kihasználó, szinte férfias futballt játszó északír válogatott ellen értünk el döntetlent. A vendégek testi erejükre alapozva nagyszerűen védekeztek, és két pontrúgásból kétgólos előnyre tettek szert. Az utolsó negyedórában azonban fantasztikusan játszott a csapatom, és lelkes játékunkkal az utolsó pillanatban sikerült kiharcolnunk a döntetlent. A mutatott teljesítménnyel elégedett vagyok, az eredményt tekintve azonban már van hiányérzetem. | ” |
| – Kiss László | |   |